# Cessna
Cessna é uma fabricante norte-americana de aeronaves de aviação geral, pertencente ao grupo Textron e que produz monomotores e bimotores a pistão e turboélices, jatos executivos e alguns modelos militares.
No mercado desde 1927, é a marca mais presente em todo o mundo, superando duzentas mil unidades entregues, das quais mais de seis mil jatos executivos, garantindo-lhe o título de maior frota mundial.

## História

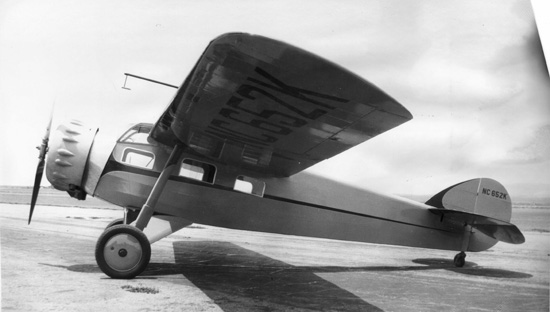
Cessna DC-6 (1929)

A criação da companhia remonta a junho de 1911, quando Clyde Cessna, um agricultor de Rago, Kansas, construiu uma aeronave muito simples e com ela se tornou a primeira pessoa a sobrevoar o Rio Mississippi e as Montanhas Rochosas.
Em 1924, Cessna assinou uma parceria com Lloyd C. Stearman e Walter H. Beech para formar a Travel Air Manufacturing, um fabricante de biplanos, em Wichita. Em 1927, deixou a Travel Air para montar sua própria empresa, a Cessna Aircraft Company, que iria enveredar pela construção de monoplanos.
Após a Segunda Guerra Mundial, a Cessna criou o modelo 170, que juntamente com outras iterações, como o 172, tornou-se o avião mais produzido na história. O mote de publicidade da Cessna foi o de ter treinado mais pilotos que qualquer outra companhia.
A Cessna foi adquirida pela General Dynamics em 1985, que encerrou a produção de aviões de motor a pistão no ano seguinte. Em 1992, a Textron comprou a empresa e rapidamente retomou às atividades.
Em março de 2014, quando a Textron comprou as corporações Beechcraft e Hawker Aircraft, a Cessna deixou de operar como uma empresa subsidiária e se juntou às outras como uma das três marcas distintas produzidas pela Textron Aviation.

## Famílias

### Citation

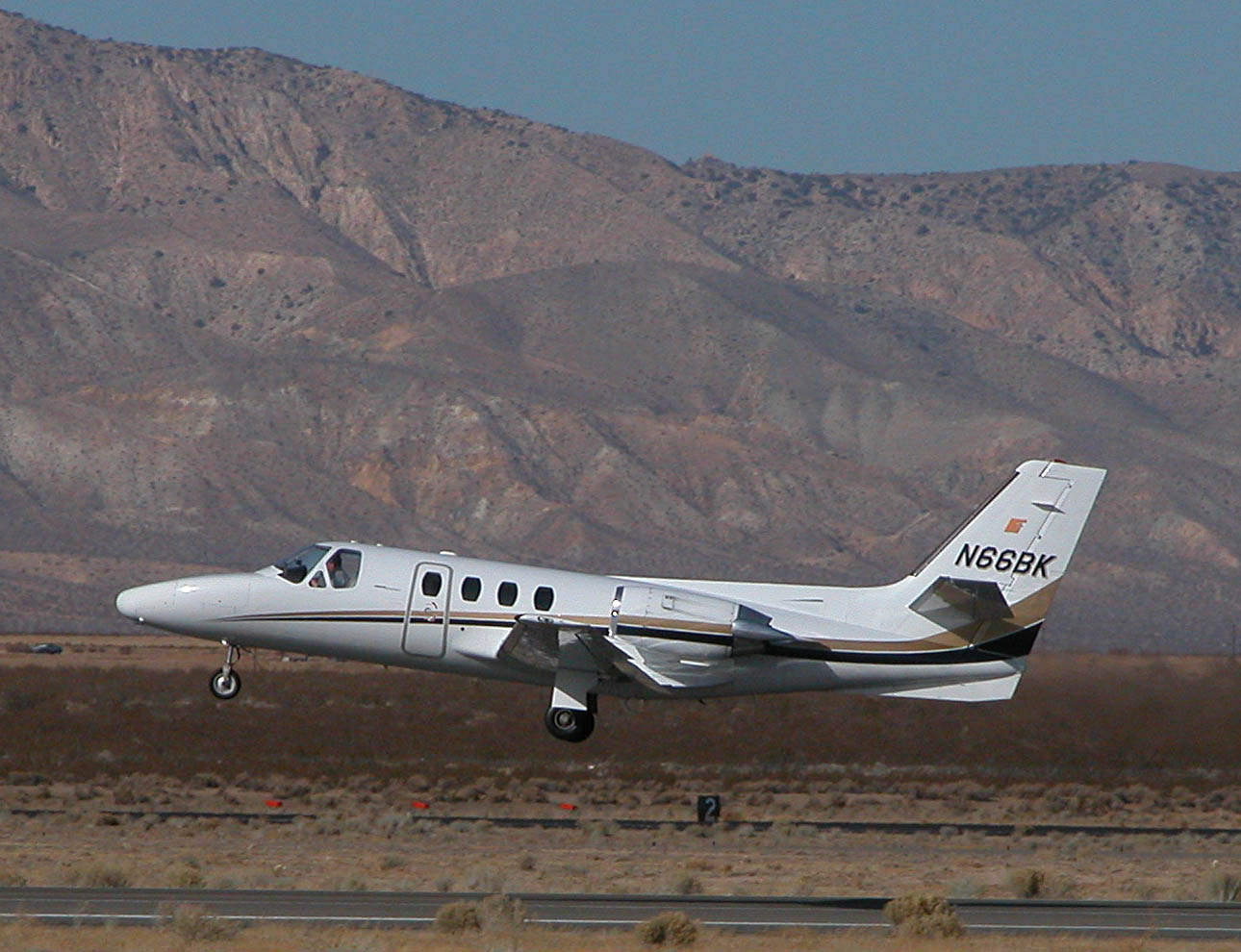
Cessna Citation I

Jatos bimotores para uso executivo.
- Cessna Citation II
- Cessna Citation Bravo
- Cessna Citation CJ1
- Cessna Citation CJ2
- Cessna Citation CJ3
- Cessna Citation CJ4
- Cessna Citation Columbus
- Cessna Citation Encore
- Cessna Citation Excel
- Cessna Citation Mustang
- Cessna Citation Sovereign
- Cessna Citation Ultra
- Cessna Citation V
- Cessna Citation X

### Caravan

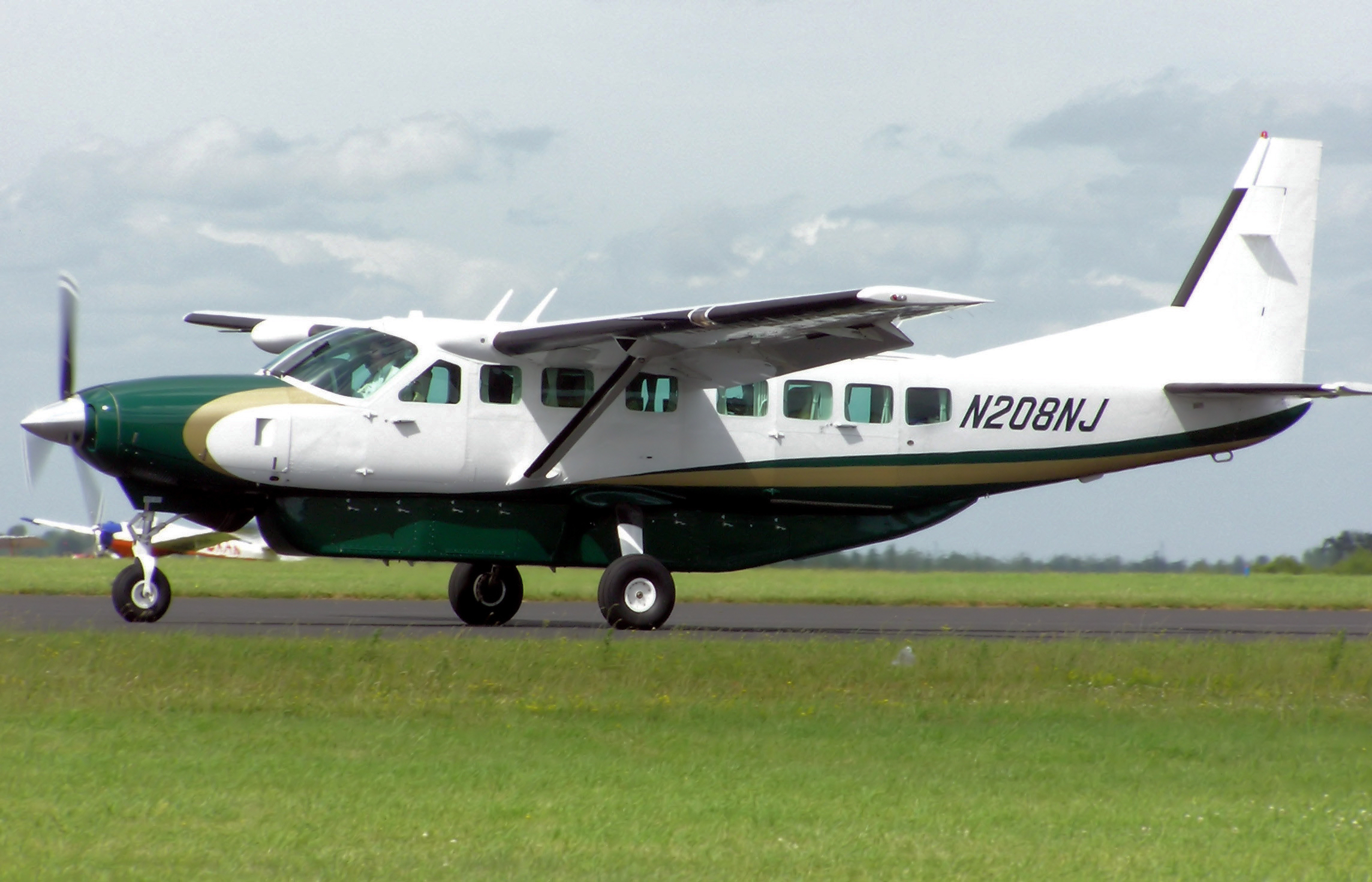
Cessna 208

Monomotor turboélice para uso geral.
- Cessna 208 Caravan
- Cessna Caravan 675
- Cessna Caravan Amphibian
- Cessna Grand Caravan
- Cessna Super Cargomaster

### SkyCourier
Aeronaves bimotora turboélice, lançada em 2020
- Cessna 408 SkyCourier

### Aviação Geral

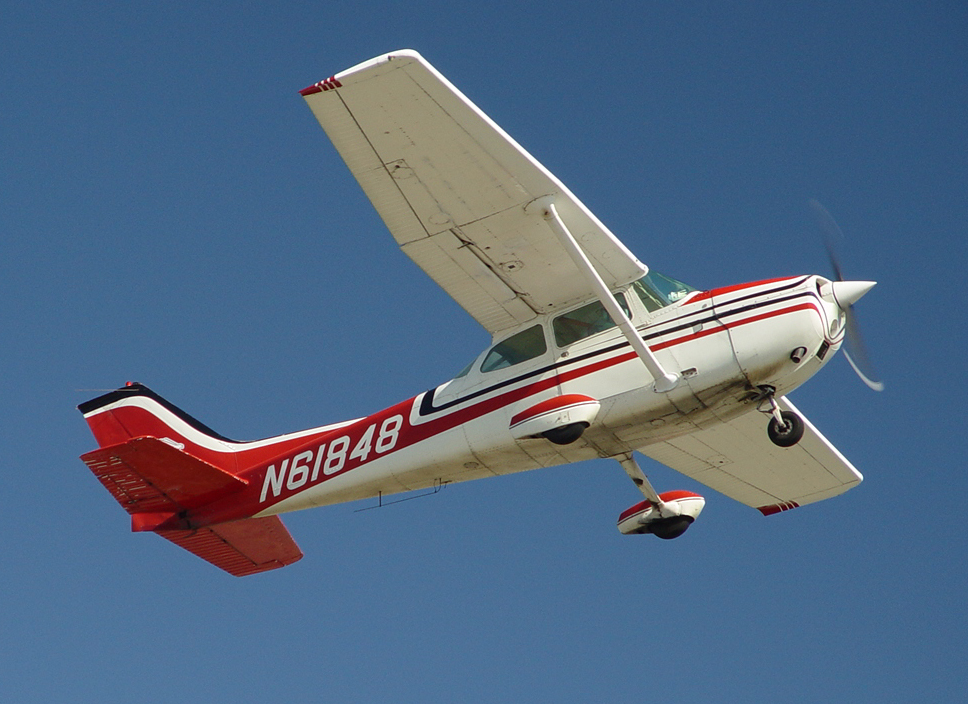
Cessna 172, a aeronave mais produzida da história

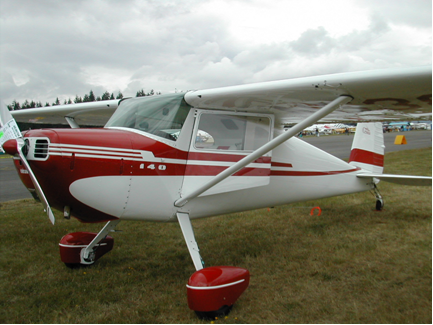
Cessna 140.

Aeronaves de pequeno porte para uso geral.
- Cessna Model A
- Cessna Model EC-1
- Cessna Model DC-6
- Cessna 120
- Cessna 140
- Cessna 150
- Cessna 152
- Cessna 162 Skycatcher
- Cessna 165 Airmaster
- Cessna 170
- Cessna 172 Skyhawk
- Cessna 175 Skylark
- Cessna 177 Cardinal
- Cessna 180 Skywagon
- Cessna 182 Skylane
- Cessna 185 Skywagon
- Cessna 187
- Cessna 188 AgWagon e AgTruck
- Cessna 190
- Cessna 195
- Cessna 205 Super Skywagon
- Cessna 206 Stationair
- Cessna 207
- Cessna 210 Centurion
- Cessna 303
- Cessna 305 Birdog
- Cessna 310
- Cessna 320 Skynight
- Cessna 335
- Cessna 336
- Cessna 337
- Cessna 350 Corvalis
- Cessna 400 Corvalis TT
- Cessna 401
- Cessna 402
- Cessna 404
- Cessna 406
- Cessna 411
- Cessna 414
- Cessna 421
- Cessna 425
- Cessna 441
- Cessna XMC
- Cessna NGP

### Aviões Militares
Avião de ataque leve
- A-37 Dragonfly (usado na Guerra do Vietnã era uma versão modificada do T-37)

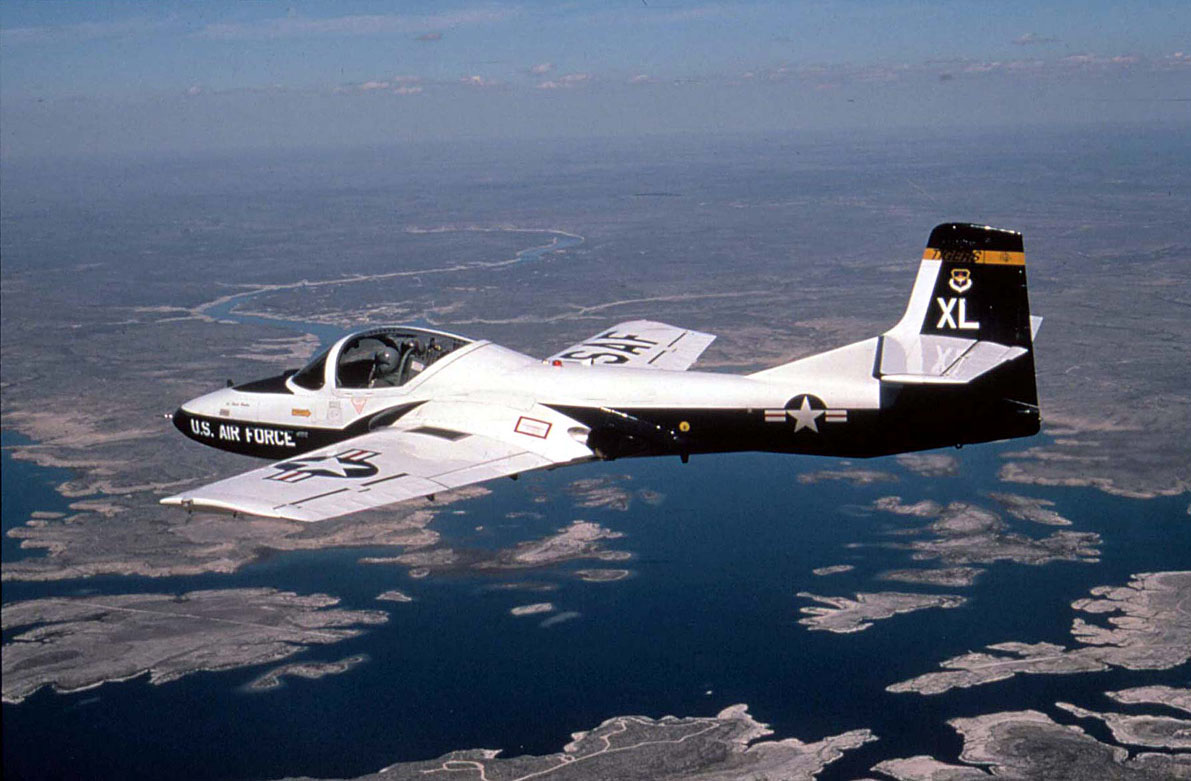
Cessna T-37.

Aviões usados para treinamento e reconhecimento
- Cessna T-37
- Cessna AT-17
- Cessna 308